# Palaquium pseudocuneatum
Palaquium pseudocuneatum là một loài thực vật có hoa trong họ Hồng xiêm. Loài này được H.J.Lam mô tả khoa học đầu tiên năm 1927.